# Cuspide (matematica)

Esempio di cuspide

In analisi matematica, si dice che una funzione di variabile reale {\displaystyle f(x)} continua in un punto {\displaystyle x_{0}} del dominio, ha una cuspide in {\displaystyle x_{0}} se si verifica la seguente condizione:
{\displaystyle \lim _{h\to 0^{+}}{{f(x_{0}+h)-f(x_{0})} \over {h}}=\pm \infty ,\qquad \lim _{h\to 0^{-}}{{f(x_{0}+h)-f(x_{0})} \over {h}}=\mp \infty ,}
ossia i limiti destro e sinistro del rapporto incrementale in {\displaystyle x_{0}} sono divergenti (tendenti a {\displaystyle \pm \infty }) con segno opposto. Geometricamente, si può osservare come le semitangenti destra e sinistra siano verticali e formino un angolo nullo.